# Discografia di Mika
Questa pagina contiene la discografia del cantautore libanese naturalizzato britannico Mika.

## Album in studio
- 2007 – Life in Cartoon Motion (Island Records, Universal Music Italy)
- 2009 – The Boy Who Knew Too Much (Island Records, Universal Music Italy)
- 2012 – The Origin of Love (Island Records, Universal Music Italy)
- 2015 – No Place in Heaven (Virgin Records, Universal Music Italy)
- 2019 – My Name Is Michael Holbrook
- 2023 – Que ta tête fleurisse toujours

## Album dal vivo
- 2015 – Mika et l'Orchestre symphonique de Montréal (Republic Records, Casablanca)
- 2016 – Sinfonia Pop (Universal Music Group, Eagle Vision)

## Album video
- 2007 – Live in Cartoon Motion (Universal Island Records)
- 2008 – Live Parc des Princes Paris (Universal Records, Casablanca, Island Records Group)
- 2016 – Sinfonia Pop (Universal Music Group, Eagle Vision)
- 2016 – Mika Love Paris (Republic Records, Casablanca)

## Raccolte
- 2013 – Songbook Vol. 1 (Universal Records)

## Extended play
- 2006 – Dodgy Holiday (Casablanca Records, Universal Music Italy)
- 2007 – iTunes Festival: London 2007 (Casablanca Records)
- 2009 – Songs for Sorrow (Arista Records, Universal Music Italy)
- 2009 – iTunes Festival: London 2009 (Casablanca Records)

## Singoli
| Anno | Singolo                                                | Posizioni in classifica | Posizioni in classifica | Posizioni in classifica | Posizioni in classifica | Posizioni in classifica | Posizioni in classifica | Posizioni in classifica | Posizioni in classifica | Posizioni in classifica | Posizioni in classifica | Album                                   |
| Anno | Singolo                                                | AU                      | DK                      | FR                      | DE                      | IE                      | IT                      | NZ                      | NL                      | UK                      | USA                     | Album                                   |
| ---- | ------------------------------------------------------ | ----------------------- | ----------------------- | ----------------------- | ----------------------- | ----------------------- | ----------------------- | ----------------------- | ----------------------- | ----------------------- | ----------------------- | --------------------------------------- |
| 2007 | Grace Kelly                                            | 2                       | 1                       | 1                       | 4                       | 1                       | 1                       | 2                       | 2                       | 1                       | 57                      | Life in Cartoon Motion                  |
| 2007 | Relax, Take It Easy                                    | —                       | 2                       | 1                       | 4                       | 8                       | 2                       | —                       | 1                       | 18                      | —                       | Life in Cartoon Motion                  |
| 2007 | Love Today                                             | 3                       | —                       | 1                       | —                       | 13                      | 5                       | 28                      | 25                      | 6                       | 92                      | Life in Cartoon Motion                  |
| 2007 | Happy Ending                                           | 7                       | —                       | 66                      | —                       | 29                      | 12                      | —                       | —                       | 7                       | —                       | Life in Cartoon Motion                  |
| 2008 | Big Girl (You Are Beautiful)                           | 23                      | —                       | 38                      | —                       | —                       | 47                      | —                       | —                       | 9                       | —                       | Life in Cartoon Motion                  |
| 2008 | Lollipop                                               | —                       | —                       | 17                      | 35                      | —                       | —                       | —                       | 13                      | 59                      | —                       | Life in Cartoon Motion                  |
| 2009 | We Are Golden                                          | 10                      | —                       | 19                      | 29                      | 14                      | 3                       | —                       | 15                      | 4                       | —                       | The Boy Who Knew Too Much               |
| 2009 | Rain                                                   | 90                      | —                       | 5                       | 56                      | —                       | 4                       | —                       | 30                      | 72                      | —                       | The Boy Who Knew Too Much               |
| 2009 | Blame It on the Girls                                  | —                       | 36                      | —                       | —                       | —                       | —                       | —                       | —                       | 72                      | —                       | The Boy Who Knew Too Much               |
| 2010 | Kick Ass (We Are Young)                                | —                       | —                       | —                       | 54                      | 7                       | 5                       | —                       | —                       | 84                      | —                       | Kick-Ass: Music from the Motion Picture |
| 2011 | Elle me dit                                            | —                       | —                       | 1                       | —                       | —                       | —                       | —                       | —                       | —                       | —                       | The Origin of Love                      |
| 2012 | Celebrate (feat. Pharrell Williams)                    | —                       | —                       | 33                      | —                       | —                       | 32                      | —                       | 35                      | —                       | —                       | The Origin of Love                      |
| 2012 | Underwater                                             | —                       | —                       | 1                       |                         | —                       |                         | —                       | —                       | —                       | —                       | The Origin of Love                      |
| 2012 | Origin of Love                                         | —                       | —                       | 136                     | —                       | —                       | —                       | —                       | —                       | —                       | —                       | The Origin of Love                      |
| 2013 | Popular Song (feat. Ariana Grande)                     | 71                      | —                       | —                       | —                       | —                       | —                       | —                       | 92                      | —                       | 87                      | The Origin of Love                      |
| 2013 | Live Your Life                                         | —                       | —                       | —                       | —                       | —                       | —                       | —                       | —                       | —                       | —                       | Songbook Vol. 1                         |
| 2013 | Stardust (feat. Chiara)                                | —                       | —                       | —                       | —                       | —                       | 1                       | —                       | —                       | —                       | —                       | The Origin of Love/Songbook Vol. 1      |
| 2014 | Boum Boum Boum                                         | —                       | —                       | 10                      | —                       | —                       | 43                      | —                       | —                       | —                       | —                       | No Place in Heaven                      |
| 2015 | Talk About You                                         | —                       | —                       | —                       | —                       | —                       | —                       | —                       | —                       | —                       | —                       | No Place in Heaven                      |
| 2015 | Last Party                                             | —                       | —                       | —                       | —                       | —                       | —                       | —                       | —                       | —                       | —                       | No Place in Heaven                      |
| 2015 | Good Guys                                              | —                       | —                       | 101                     | —                       | —                       | 42                      | —                       | —                       | —                       | —                       | No Place in Heaven                      |
| 2015 | Staring at the Sun                                     | —                       | —                       | 154                     | —                       | —                       | 42                      | —                       | —                       | —                       | —                       | No Place in Heaven                      |
| 2016 | Hurts                                                  | —                       | —                       | —                       | —                       | —                       | —                       | —                       | —                       | —                       | —                       | No Place in Heaven                      |
| 2017 | It's My House                                          | —                       | —                       | —                       | —                       | —                       | —                       | —                       | —                       | —                       | —                       | My Name Is Michael Holbrook             |
| 2019 | Sound of an Orchestra                                  | —                       | —                       | —                       | —                       | —                       | —                       | —                       | —                       | —                       | —                       | My Name Is Michael Holbrook             |
| 2019 | Ice Cream                                              | —                       | —                       | —                       | —                       | —                       | —                       | —                       | —                       | —                       | —                       | My Name Is Michael Holbrook             |
| 2019 | Tiny Love                                              | —                       | —                       | —                       | —                       | —                       | —                       | —                       | —                       | —                       | —                       | My Name Is Michael Holbrook             |
| 2019 | Sanremo                                                | —                       | —                       | —                       | —                       | —                       | —                       | —                       | —                       | —                       | —                       | My Name Is Michael Holbrook             |
| 2019 | Dear Jealousy                                          | —                       | —                       | —                       | —                       | —                       | —                       | —                       | —                       | —                       | —                       | My Name Is Michael Holbrook             |
| 2019 | Tomorrow                                               | —                       | —                       | —                       | —                       | —                       | —                       | —                       | —                       | —                       | —                       | My Name Is Michael Holbrook             |
| 2020 | Le cœur Holiday (feat. Soprano)                        | —                       | —                       | —                       | —                       | —                       | —                       | —                       | —                       | —                       | —                       |                                         |
| 2020 | Bella d'estate (feat. Michele Bravi)                   | —                       | —                       | —                       | —                       | —                       | —                       | —                       | —                       | —                       | —                       |                                         |
| 2020 | Me, Myself (with Danna Paola)                          | —                       | —                       | —                       | —                       | —                       | —                       | —                       | —                       | —                       | —                       | K.O.                                    |
| 2020 | Six heures d'avion nous séparent (con Pierre Lapointe) | —                       | —                       | —                       | —                       | —                       | —                       | —                       | —                       | —                       | —                       | Chansons hivernales                     |
| 2021 | It Must Have Been Love (con Danna Paola)               | —                       | —                       | —                       | —                       | —                       | —                       | —                       | —                       | —                       | —                       |                                         |
| 2022 | Yo Yo                                                  | —                       | —                       | —                       | —                       | —                       | —                       | —                       | —                       | —                       | —                       |                                         |
| 2023 | C'est la vie                                           | —                       | —                       | —                       | —                       | —                       | —                       | —                       | —                       | —                       | —                       | Que ta tête fleurisse toujours          |

### Come artista ospite
| Anno | Singolo                                            | Posizioni in classifica | Posizioni in classifica | Album                               |
| Anno | Singolo                                            | IT                      | UK                      | Album                               |
| ---- | -------------------------------------------------- | ----------------------- | ----------------------- | ----------------------------------- |
| 2015 | Beautiful Disaster (Fedez feat. Mika)              | 5                       | —                       | Pop-Hoolista                        |
| 2016 | Wonderful Christmastime (Kylie Minogue feat. Mika) | —                       | 84                      | Kylie Christmas: Snow Queen Edition |
| 2022 | Bolero (Baby K feat. Mika)                         | 47                      | —                       | —                                   |

## Video musicali
| Year | Titolo                                 | Regista/i               |
| ---- | -------------------------------------- | ----------------------- |
| 2006 | Relax, Take It Easy (version one)      | Airside                 |
| 2007 | Grace Kelly                            | Sophie Muller           |
| 2007 | Love Today                             | Sophie Muller           |
| 2007 | Big Girl (You Are Beautiful)           | Patrick Daughters       |
| 2007 | Happy Ending                           | AlexandLiane            |
| 2007 | Relax, Take It Easy (version two)      | Matt Askem              |
| 2007 | Lollipop                               | Bonzom                  |
| 2009 | We Are Golden                          | Jonas Åkerlund          |
| 2009 | Blame It On The Girls                  | Nez Khammal             |
| 2009 | Rain                                   | Nez Khammal             |
| 2010 | Kick Ass (We Are Young)                | Jim Canty               |
| 2011 | Elle me dit                            | Kinga Burza             |
| 2012 | Make You Happy                         | Iouri Philippe Paillé   |
| 2012 | Celebrate                              | BBGun                   |
| 2012 | Origin of Love                         | Cristián Jiménez        |
| 2012 | Underwater                             | Alex Southam            |
| 2013 | Popular Song (featuring Ariana Grande) | Chris Marrs Piliero     |
| 2014 | Boum Boum Boum                         | Jonathan Lia            |
| 2015 | Last Party                             | Peter Lindbergh         |
| 2015 | Talk About You                         | KT Auleta               |
| 2015 | Good Guys                              | KT Auleta               |
| 2015 | Staring At The Sun                     | Andreas Dermanis & MIKA |
| 2015 | Staring At The Sun (French Version)    |                         |
| 2015 | Je Chante                              |                         |
| 2016 | Hurts (Remix)                          | Ivan Cotroneo           |